# Chiheru de Jos
Chiheru de Jos (Alsóköhér en hongrois, Unterkiher en allemand) est une commune roumaine du județ de Mureș, dans la région historique de Transylvanie et dans la région de développement du Centre.

## Géographie
La commune de Chiheru de Jos est située dans le centre-est du județ, sur la rivière Chiher, au pied des monts Gurghiu, à 20 km au sud-est de Reghin et à 40 km au nord-est de Târgu Mureș, le chef-lieu du județ. Le point culminant de la commune est le Mont Tampa à 916 m d'altitude.
La municipalité est composée des quatre villages suivants (population en 2002) :
- Chiheru de Jos (477), siège de la municipalité ;
- Chiheru de Sus (392) ;
- Urisiu de Jos (359) ;
- Urisiu de Sus (516).

## Histoire
La première mention écrite du village date de 1453. On a trouvé sur le territoire communal les traces d'un castrum romain.
La commune de Chiheru de Jos a appartenu au royaume de Hongrie, puis à l'empire d'Autriche et à l'Empire austro-hongrois.
En 1876, lors de la réorganisation administrative de la Transylvanie, elle a été rattachée au Comitat de Maros-Torda.
La commune de Chiheru de Jos a rejoint la Roumanie en 1920, au Traité de Trianon, lors de la désagrégation de l'Autriche-Hongrie. Elle a été de nouveau occupée par la Hongrie de 1940 à 1944, période durant laquelle la petite communauté juive fut exterminée par les Nazis. Elle est redevenue roumaine en 1945.

## Politique
| Période                                  | Période  | Identité          | Étiquette | Qualité |
| ---------------------------------------- | -------- | ----------------- | --------- | ------- |
| Les données manquantes sont à compléter. |          |                   |           |         |
| 2008                                     | 2016     | Emanoil Hurdugaci | PRM       |         |
| 2016                                     | En cours | Eremia Pop        | PNL       |         |

| Parti | Parti                                      | Conseillers |
| ----- | ------------------------------------------ | ----------- |
|       | Parti national libéral (PNL)               | 5           |
|       | Parti social-démocrate (PSD)               | 4           |
|       | Parti Roumanie unie (PRU)                  | 1           |
|       | Alliance des libéraux et démocrates (ALDE) | 1           |

## Religions
En 2002, la composition religieuse de la commune était la suivante :
- Chrétiens orthodoxes, 90,36 % ;
- Catholiques grecs, 6,76 %.

## Démographie
En 1910, la commune comptait 3 001 Roumains (93,46 %) et 192 Hongrois (5,98 %).
En 1930, on recensait 3 094 Roumains (95,55 %), 112 Hongrois (3,46 %), 15 Juifs (0,46 %) et 16 Tsiganes (0,49 %).
En 2002, 1 638 Roumains (93,92 %) côtoient 9 Hongrois (0,51 %) et 96 Tsiganes (5,50 %). On comptait à cette date 637 ménages et 800 logements.
| 1850  | 1880  | 1900  | 1910  | 1930  | 1956  | 1977  | 1992  | 2002  |
| ----- | ----- | ----- | ----- | ----- | ----- | ----- | ----- | ----- |
| 1 815 | 2 243 | 2 818 | 3 211 | 3 288 | 3 814 | 2 849 | 1 975 | 1 744 |

| 2007  | - | - | - | - | - | - | - | - |
| ----- | - | - | - | - | - | - | - | - |
| 1 605 | - | - | - | - | - | - | - | - |

## Économie
L'économie de la commune repose sur l'agriculture, l'élevage et la sylviculture. La commune compte 1 798 ha de terres arables, 1 990 ha de pâturages, 1 290 ha de prairies et 6 122 ha de forêts.

## Communications

### Routes
La commune se trouve sur la route régionale DJ153 qui relie Reghin et Sovata.

## Lieux et monuments
- Urisiu de Jos, église en bois des Sts Archanges Pierre et Paul (Sf. Arhangeli Petru și Pavel) de 1747 (icônes de 1539, cloche de 1600).
- Urisiu de Sus, église en bois de la Sainte Trinité (Sfanta Treime) du XIXe siècle.
- Chiheru de Jos, monastère orthodoxe.